# Vlaams Parlementsgebouw

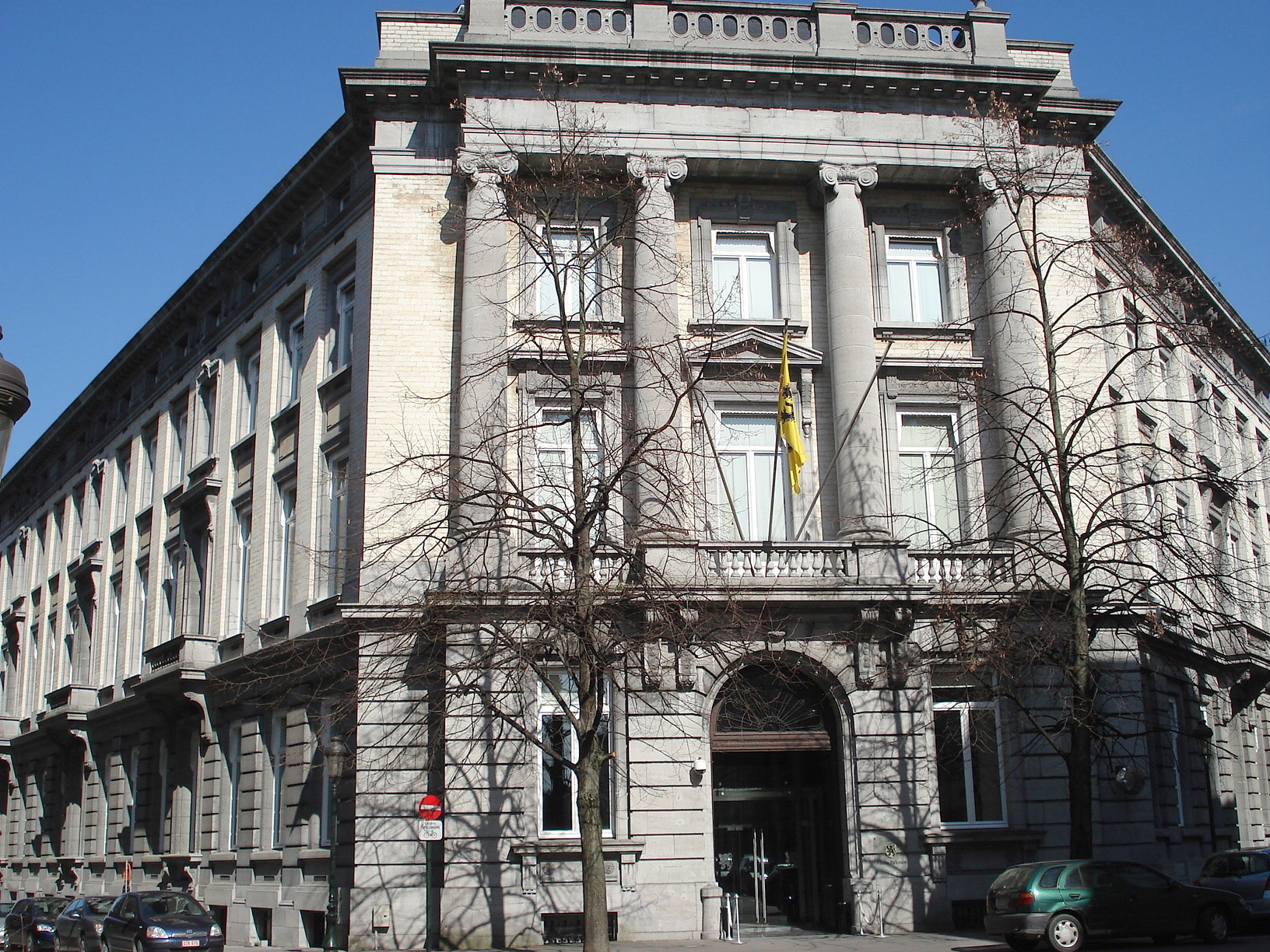
Vlaams Parlementsgebouw: peristylium aan de Hertogsstraat.

Het Vlaams Parlementsgebouw, gelegen in het centrum van Brussel is sinds 16 maart 1996 de zetel van het Vlaams Parlement. Het Vlaams Parlement vergaderde toen voor de eerste keer in een eigen halfrond. Tot dan maakte het gebruik van de vergaderzalen en een aantal kantoren van de Kamer van volksvertegenwoordigers.

## Geschiedenis
Het Vlaams Parlementsgebouw is opgetrokken in 1905. Het was architect Joseph Benoit die het Hôtel des Postes et de la Marine ontwierp in opdracht van De Post en het bestuur van het Zeewezen. Het zou dienstdoen tot 1987 als hoofdgebouw voor De Post. In 1987 werd het door de toen zo geheten Vlaamse Raad aangekocht en door de architecten Willy Verstraete en Jozef Fuyen verbouwd. 

## Gebouw

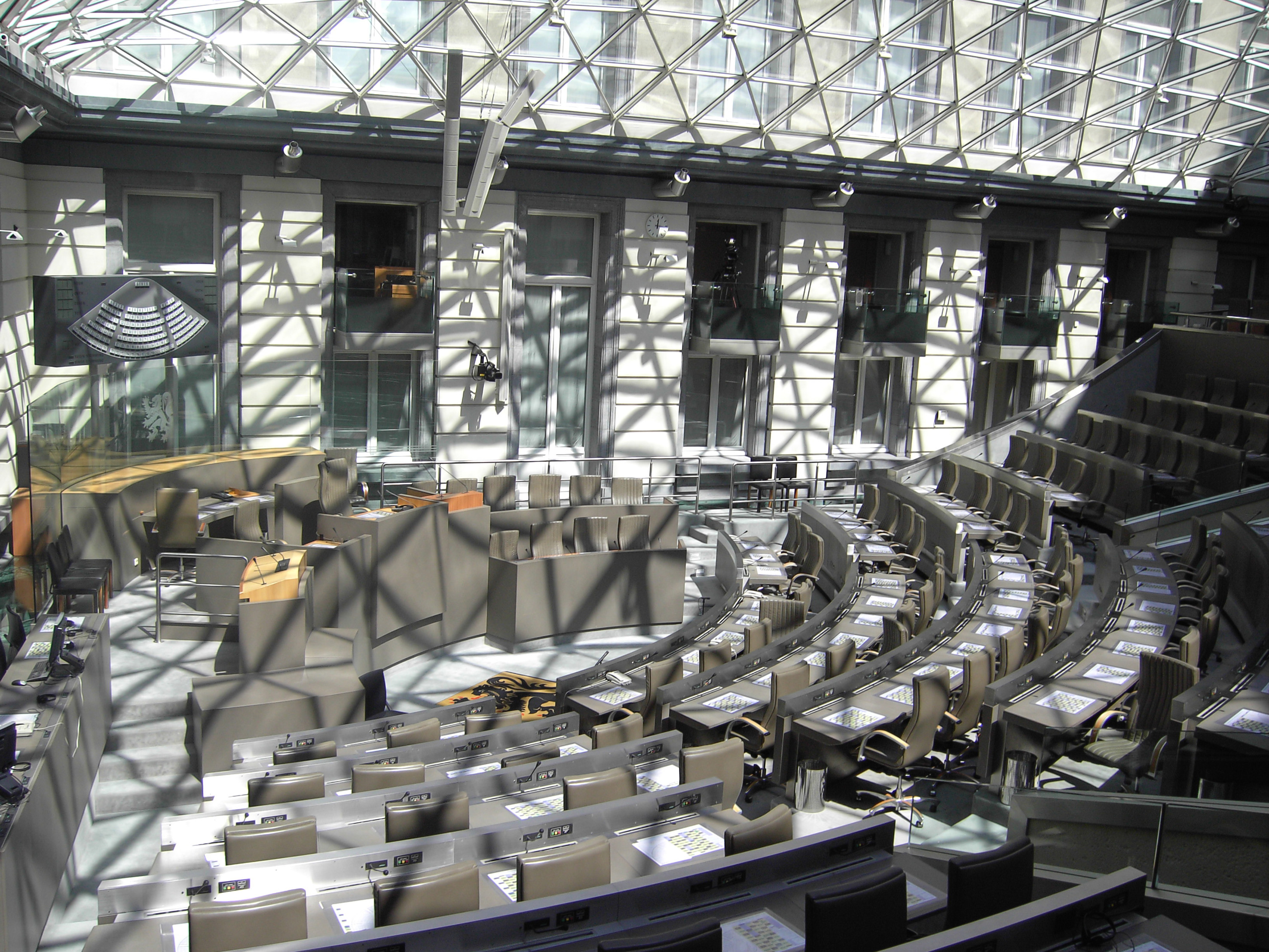
Koepelzaal uit 1996 naar ontwerp van Jozef Fuyen en Willy Verstraete.

Op de plaats van de vroegere binnentuin bevindt zich nu de Koepelzaal, dit is de plenaire vergaderruimte. Verder in het gebouw bevinden zich tien commissiezalen, een leeszaal (de Anna Bijnszaal), een pauzekamer (het Koffiehuis), ontvangstruimten, een aantal kantoorruimtes voor de voorzitter, de secretariaten van de politieke fracties en de parlementaire administratie, een perszaal met werkruimtes voor de pers. De meeste kantoren bevinden zich nu in het aanpalende Huis van de Vlaamse Volksvertegenwoordigers.
De hoofdingang, met het peristylium, bevindt zich op de hoek van de Hertogsstraat en de Drukpersstraat. Een aparte bezoekersingang bevindt zich aan de Leuvenseweg. Het gebouw is middels een tunnel verbonden met het Huis van de Vlaamse Volksvertegenwoordigers aan de overzijde van de Leuvenseweg. Tot de multifunctionele ruimtes behoren De Schelp, gelegen onder de Koepelzaal, en de Zuilenzaal waar drie vrouwenfiguren hangen, bekleed met gevriesdroogde scarabeeën, een werk van Jan Fabre.
De ontwerpers kozen naast de toevoeging van nieuwe structuren, voor een optimaal behoud van de waardevolle elementen. Een doorgedreven gebruik van glas staat symbool voor de politieke cultuur die het Vlaams Parlement wil uitdragen, de openhuispolitiek. Zo overspant de glazen koepel van de Koepelzaal 39 bij 25 meter. Het gewelf weegt 72 ton en is samengesteld uit 807 glaselementen.
De binneninrichting ondersteunt zowel de functie als de vormgeving van het gebouw. De architecten hielden zich consequent aan de materiaalkeuze. Dat blijkt onder meer uit de parketvloeren die, dankzij het gebruik van twee houtsoorten, soms fraaie figuren vertonen, en de monumentale luchters die op verschillende plaatsen zowel de gerestaureerde als de eigentijdse ruimten sieren. Hetzelfde geldt voor het meubilair dat Willy Verstraete mee ontwierp: modern van vorm, en steeds aangepast aan het karakter en de functie van de ruimte.

### Commissiezalen
De commissiezalen kregen namen van Vlaamse schilders, zo zijn er de Constant Permekezaal, de Valerius De Saedeleerzaal, de Hans Memlingzaal, de Quinten Metsijszaal, de Frans Masereelzaal, de Rik Wouterszaal, de Jeroen Boschzaal, de James Ensorzaal, de Peter Paul Rubenszaal, de Pieter Bruegelzaal en de Jan Van Eyckzaal. 

### Kunstwerken

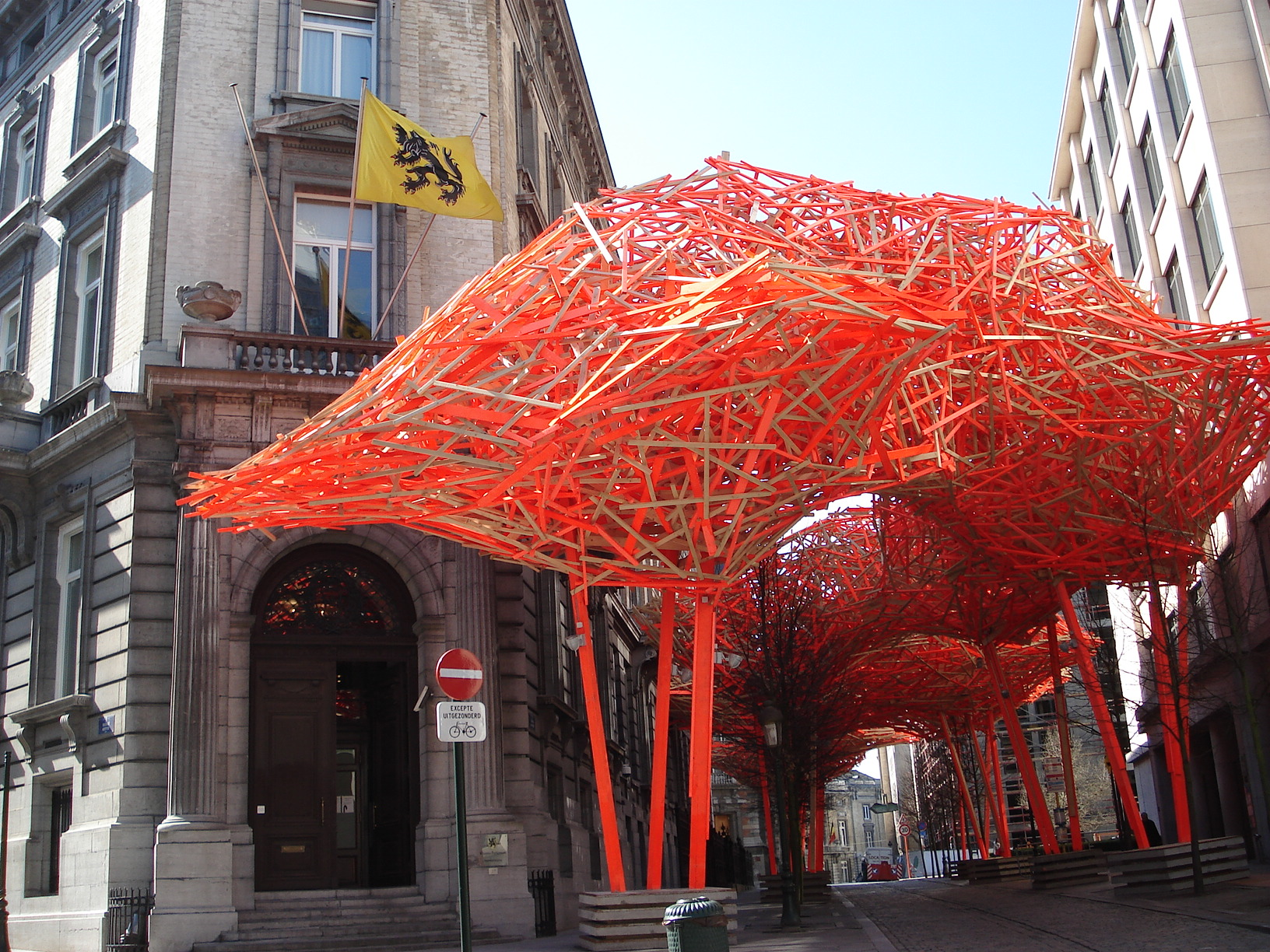

In het gebouw zijn kunstwerken opgesteld van Fred Bervoets, Bert De Beul, Ronny Delrue, Denmark, Hugo Duchateau, Fred Eerdekens, Vic Gentils, Marie-Jo Lafontaine, Roger Raveel, Pjeero Roobjee, Paul Sochaki, Gilbert Swimberghe, Narcisse Tordoir, Camiel Van Breedam, Paul Van Hoeydonck, Liliane Vertessen en Mark Verstockt. Ook vroeger door de Vlaamse overheid aangekochte of gekregen werken van Jan Burssens, Gerard Gaudaen, Pol Mara, Joris Minne, Rik Poot, Luc Peire, Roger Somville, Hilde Van Sumere, Jan Yoors, Roger Wittewrongel en Felix de Boeck zijn opgesteld. Verder is sinds 2008, en nog tot 2013, de Leuvenseweg tussen Parlementsgebouw en Huis der Vlaamse volksvertegenwoordigers overdekt door een boomvormige houten structuur genaamd The Sequence, van de Kortrijkse kunstenaar Arne Quinze.